# Patriek Delbaere
Patriek Delbaere (Anderlecht, 10 maart 1959) is gewezen algemeen directeur van de Onderwijsvereniging van Steden en Gemeenten. 

## Biografie
Patriek Delbaere begon zijn carrière als de eerste jeugdconsulent van Deinze. Hij richtte er de jeugdraad op en het jeugdcentrum De Mouterij. Daarna stapte hij over naar de Dienst Onderwijs van Vereniging van Vlaamse Steden en Gemeenten (VVSG) en in 1989 naar de juridische dienst van Onderwijsvereniging van Steden en Gemeenten (OVSG) in Brussel. In 2004 werd hij er algemeen directeur. Onder zijn directeurschap groeide OVSG uit tot een sterke ledenvereniging die expertise koppelt aan ondersteuning van de schoolbesturen en hun teams. Sinds 15 januari 2022 is hij met pensioen.